# Gizela Farkašovská-Gajdošová
Gizela Farkašovská-Gajdošová (11. listopadu 1929 – ???) byla slovenská a československá politička a poúnorová bezpartijní poslankyně Národního shromáždění ČSR.

## Biografie
Ve volbách roku 1954 byla zvolena do Národního shromáždění ve volebním obvodu Revúca jako bezpartijní kandidátka. V parlamentu setrvala až do konce funkčního období, tedy do voleb roku 1960. K roku 1954 se profesně uvádí jako dělnice v závodě Tatralan.